# 三浦俊彦 (哲学者)
三浦 俊彦（みうら としひこ、1959年（昭和34年）7月30日 - ）は、日本の美学者、哲学者、小説家。東京大学教授（人文社会系研究科・美学藝術学講座）。論理パラドクス関係の著作やサプリメントの愛用者として知られる。

## 人物
長野県生まれ。東京都立立川高等学校を経て、1983年東京大学文学美学芸術学科卒業。東京大学大学院比較文学比較文化課程進学、1989年博士課程満期退学、和洋女子大学専任講師、助教授を経て教授。2015年東京大学人文社会系研究科美学藝術学教授。
虚構世界論等の美学・哲学の研究者だが、1990年（平成2年）、『M色のS景』で小説新潮新人賞の優秀作となり小説家デビューした。
1994年（平成6年）に発表した「これは餡パンではない」で第111回芥川龍之介賞の候補になる。同年、『蜜林レース』で第112回芥川賞、第8回三島由紀夫賞の候補になった。1995年「エクリチュール元年」で第114回芥川賞の候補になる。
健康食品オタクとして知られ、三食をカップ麺で過ごし、さらに300錠以上のサプリメントを毎日呑んでいる。本人の公式サイトでは多量のアフォリズム、映画評論が公開されている。映画評論は主にエログロナンセンスを扱った映画が多く、糞、血などの描写が重要視されている。2000年（平成12年）以降は論理学の入門書がよく売れている。（研究・評論を参照。）

## 著作

### 小説
- 『M色のS景』河出書房新社、1993年9月。ISBN 4-309-00855-0。
  - 『M色のS景』河出書房新社〈河出文庫〉、1999年5月。ISBN 4-309-40580-0。
- 『この部屋に友だちはいますか?』河出書房新社、1994年2月。ISBN 4-309-00886-0。
  - 『この部屋に友だちはいますか?』河出書房新社〈河出文庫〉、1999年11月。ISBN 4-309-40599-1。
- 『これは餡パンではない』河出書房新社、1994年7月。ISBN 4-309-00927-1。
- 『蜜林レース』河出書房新社、1995年2月。ISBN 4-309-00967-0。
- 『離婚式』河出書房新社、1997年2月。ISBN 4-309-01122-5。
- 『たましいの生まれかた　短篇集』岩波書店、1998年5月。ISBN 4-00-001286-X。
- 『エクリチュール元年』海越出版社、1998年2月。ISBN 4-87697-241-9。
  - 『エクリチュール元年』青土社、2007年11月。ISBN 978-4-7917-6374-0。
- 『サプリメント戦争』講談社、2001年10月。ISBN 4-06-210943-3。
- 『シンクロナイズド・』岩波書店、2003年4月。ISBN 4-00-023379-3。

### エッセイ
- 『健康なんかこわくない!』マガジンハウス、1998年9月。ISBN 4-8387-0991-9。
- 『環境音楽入悶』白水社、1999年7月。ISBN 4-560-04926-2。
- 『教授とミミズのエコ生活　または私は如何にして心配するのを止めてミミズを愛するようになったか』三五館、2012年2月。ISBN 978-4-88320-551-6。

### 研究・評論
- 『虚構世界の存在論』勁草書房、1995年4月。ISBN 4-326-15305-9。 - 巻末：引証文献表。
- 『可能世界の哲学　「存在」と「自己」を考える』日本放送出版協会〈NHKブックス 790〉、1997年2月。ISBN 4-14-001790-2。
- 『論理学入門　推論のセンスとテクニックのために』日本放送出版協会〈NHKブックス〉、2000年9月。ISBN 4-14-001895-X。 - 文献あり。
- 『論理パラドクス　論証力を磨く99問』二見書房、2002年10月。ISBN 4-576-02166-4。
- 『論理サバイバル　議論力を鍛える108問』二見書房、2003年5月。ISBN 4-576-03077-9。
- 『論理学がわかる事典　読みこなし使いこなし活用自在』日本実業出版社、2004年2月。ISBN 4-534-03710-4。
  - 『本当にわかる論理学　フシギなくらい見えてくる!』日本実業出版社、2010年10月。ISBN 978-4-534-04758-8。 - 『論理学がわかる事典』（2004年刊）の加筆修正。
- 『心理パラドクス　錯覚から論理を学ぶ101問』二見書房、2004年10月。ISBN 4-576-04168-1。
- 『ラッセルのパラドクス　世界を読み換える哲学』岩波書店〈岩波新書〉、2005年10月。ISBN 4-00-430975-1。 - 文献あり。
- 『ゼロからの論証』青土社、2006年8月。ISBN 4-7917-6282-7。 - 文献あり。
- 『のぞき学原論』三五館、2007年2月。ISBN 978-4-88320-371-0。
- 『多宇宙と輪廻転生　人間原理のパラドクス』青土社、2007年12月。ISBN 978-4-7917-6383-2。 - 文献あり。
- 『戦争論理学　あの原爆投下を考える62問』二見書房、2008年9月。ISBN 978-4-576-08121-2。 - 文献あり。
- 『論理パラドクシカ　思考のワナに挑む93問』二見書房、2011年3月。ISBN 978-4-576-11027-1。
- 『思考実験リアルゲーム　知的勝ち残りのために』二見書房、2014年4月。ISBN 978-4-576-14039-1。 - 文献あり。
- 『天才児のための論理思考入門』河出書房新社 2015年6月。
- 『エンドレスエイトの驚愕　ハルヒ＠人間原理を考える』春秋社、2018年1月。ISBN 978-4-393-33360-0。
- 『バートランド・ラッセル 反核の論理学者:私は如何にして水爆を愛するのをやめたか』 (みらいへの教育) 学芸みらい社、2019（修士論文の加筆訂正）
- 『東大の先生! 超わかりやすくビジネスに効くアートを教えてください!』かんき出版、2020